# Спічак Володимир Іларіонович
Володимир Іларіонович Спічак (1 жовтня 1903, Сімферополь — 1982) — український радянський скульптор; член Спілки радянських художників України.

## Біографія
Народився 1 жовтня 1903 року в місті Сімферополі (нині Автономна Республіка Крим, Україна). Протягом 1935—1937 років навчався у Сімферополі в студії Миколи Самокиша у Миколи Самокиша, Д. Медведовського, С. Мограчова.
Мешкав у Сімферополі в будинку на вулиці Севастопольській, № 27, квартира № 45. Помер у 1982 році.

## Творчість
Працював у галузях станкової і монументальної скульптури. Серед робіт:
- «Володимир Ленін» (1939);
- «Микола Самокиш» (1943);
- «Герой Радянського Союзу Марія Байда» (1947);
- «Володимир Ленін» (1957).

Автор монумента на честь жертв фашистських загарбників у селі Полтавському (1966).
Брав участь в обласних виставках з 1937 року. 